# Narecho uranos
Narecho uranos är en insektsart som beskrevs av Rauno E. Linnavuori 1979. Narecho uranos ingår i släktet Narecho och familjen dvärgstritar. Inga underarter finns listade i Catalogue of Life.